# Censorino
Censorino (em latim: Censorinus; fl. século III d.C.) foi um gramático romano que atuou em Roma durante o reinado de muitos imperadores. Embora mencionado inúmeras vezes por Sidônio Apolinário e Cassiodoro, Censorino permaneceu obscuro na historiografia romana e pouco sabe-se de sua vida, incluindo seu parentesco. Seu nome, no entanto, sugere parentesco com inúmeros romanos pertencentes ao ramo plebeu do gens Marcia. Ele foi o autor de uma obra perdida, De Accentibus, comentada por Cassiodoro e Prisciano, e um extenso tratado chamado De Die Natali, escrito em 238, e dedicado a seu patrão Quinto Cerélio como um presente de aniversário. Este tratado contempla a história natural do homem, música, ritos religiosos, astronomia e cronologia.